# Роминешть (Тіміш)
Роминешть, Роминешті (рум. Românești) — село у повіті Тіміш в Румунії. Входить до складу комуни Томешть.
Село розташоване на відстані 333 км на північний захід від Бухареста, 84 км на схід від Тімішоари, 145 км на південний захід від Клуж-Напоки.

## Населення
За даними перепису населення 2002 року у селі проживала 581 особа, з них 579 осіб (99,7%) румунів. Усі жителі села рідною мовою назвали румунську.